# Philodendron herbaceum
Philodendron herbaceum är en kallaväxtart som beskrevs av Thomas Bernard Croat och Michael Howard Grayum. Philodendron herbaceum ingår i släktet Philodendron och familjen kallaväxter. Inga underarter finns listade.